# 斯波坎河
斯波坎河（英語：Spokane River）是哥倫比亞河的一条支流，长约111英里（179），流经美国爱达荷州北部和华盛顿州东部，穿过斯波坎峡谷和华盛顿州的城市斯波坎。